# Liste der Nummer-eins-Hits in den USA (1940)
Dies ist eine Liste der Nummer-eins-Hits in den von Billboard ermittelten Best-Sellers-in-Stores-Charts (Verkaufscharts) in den USA im Jahr 1940, die erstmals am 27. Juli 1940 veröffentlicht wurden.
| | Liste der Nummer-eins-Hits in den USA | Liste der Nummer-eins-Hits in den USA                             | Liste der Nummer-eins-Hits in den USA      | 1941 →                    |
| \| Zeitraum \| Wo. ges. \| Interpret \| Titel Autor(en) \| Zusätzliche Informationen \| \| (Zeitraum, Wochen auf Platz eins, Interpret, Titel, Autor[en], zusätzliche Informationen) \| \| \| \| \| \| ----------------------------------------------------------------------------------------- \| -------- \| ----------------------------------------------------------------- \| --------------------------------------------- \| ------------------------- \| \| 27. Juli 1940 – 18. Oktober 1940 12 Wochen (insgesamt 12) \| 12 \| Tommy Dorsey & His Orchestra with Frank Sinatra & The Pied Pipers \| I’ll Never Smile Again[2] Ruth Lowe \| - \| \| 19. Oktober 1940 – 20. Dezember 1940 9 Wochen (insgesamt 9) \| 9 \| Bing Crosby with John Scott Trotter & His Orchestra \| Only Forever[3] James V. Monaco, Johnny Burke \| - \| \| 21. Dezember 1940 – 14. März 1941 12 Wochen (insgesamt 13) \| 13 \| Artie Shaw & His Orchestra \| Frenesi[4] Alberto Dominguez \| - \| |                                       |                                                                   |                                            |                           |
| |                                       |                                                                   |                                            | → 1941 →                  |
| Zeitraum | Wo. ges.                              | Interpret                                                         | Titel Autor(en)                            | Zusätzliche Informationen |
| (Zeitraum, Wochen auf Platz eins, Interpret, Titel, Autor[en], zusätzliche Informationen) |                                       |                                                                   |                                            |                           |
| 27. Juli 1940 – 18. Oktober 1940 12 Wochen (insgesamt 12) | 12                                    | Tommy Dorsey & His Orchestra with Frank Sinatra & The Pied Pipers | I’ll Never Smile Again Ruth Lowe           | -                         |
| 19. Oktober 1940 – 20. Dezember 1940 9 Wochen (insgesamt 9) | 9                                     | Bing Crosby with John Scott Trotter & His Orchestra               | Only Forever James V. Monaco, Johnny Burke | -                         |
| 21. Dezember 1940 – 14. März 1941 12 Wochen (insgesamt 13) | 13                                    | Artie Shaw & His Orchestra                                        | Frenesi Alberto Dominguez                  | -                         |